# Neotama punctigera
Neotama punctigera är en spindelart som beskrevs av Baehr 1993. Neotama punctigera ingår i släktet Neotama och familjen Hersiliidae. Inga underarter finns listade i Catalogue of Life.